# Chile en los Juegos Parapanamericanos
Chile es uno de los países que ha participado ininterrumpidamente en los Juegos Parapanamericanos desde la primera edición, realizada en México en 1999.
La mejor participación de Chile fue en los Juegos Parapanamericanos de 2023 en Santiago de Chile, donde obtuvo 16 medallas de oro, 20 de plata y 15 de bronce, obteniendo 51 medallas en total.
Chile ha obtenido 36 oros, 42 platas y 45 bronces, con un total de 123 medallas en toda la historia de los Juegos Parapanamericanos, donde está representado por el Comité Paralímpico de Chile.

## Medallero histórico
| Año   | Edición | Sede             | Puesto | Oro | Plata | Bronce | Total |
| ----- | ------- | ---------------- | ------ | --- | ----- | ------ | ----- |
| 1999  | I       | Ciudad de México | 10.º   | 4   | 2     | 3      | 9     |
| 2003  | II      | Mar del Plata    | 12.º   | 1   | 5     | 6      | 12    |
| 2007  | III     | Río de Janeiro   | 14.º   | 0   | 1     | 1      | 2     |
| 2011  | IV      | Guadalajara      | 10.º   | 1   | 0     | 3      | 4     |
| 2015  | V       | Toronto          | 9.º    | 4   | 2     | 6      | 12    |
| 2019  | VI      | Lima             | 8.º    | 10  | 12    | 11     | 33    |
| 2023  | VII     | Santiago         | 6.º    | 16  | 20    | 15     | 51    |
| Total | Total   | Total            | 9.º    | 36  | 42    | 45     | 123   |

## Medallistas
La tabla siguiente muestra las medallas obtenidas por deportistas chilenos a partir de los Juegos Parapanamericanos de 1999.
| Evento              |    |    |    | T   | Detalle |
| ------------------- | -- | -- | -- | --- | --- |
| México D.F. 1999    | 4  | 2  | 3  | 9   | Atletismo, Lanzamiento de bala F56; Victor Gonelli Natación, 100 mts mariposa S8; Mary Toloza Atletismo, Lanzamiento de jabalina; Victor Gonelli Atletismo, Lanzamiento de bala; Guillermo Apablaza Atletismo, Lanzamiento de bala; Olga Balboa Tenis de mesa, Equipo clase 6-8; Washington Hipólito Galaz Paredes y Ramón Villegas Tenis de mesa, Individual clase 6; Washington Hipólito Galaz Paredes |
| Mar del Plata 2003  | 1  | 5  | 6  | 12  | Tenis de mesa, Clase 6; Victor Solís Atletismo, Lanzamiento de bala; Victor Gonelli Boccia, BC2; Andrea Guzmán Tenis de mesa, Clase 6; Washington Hipólito Galaz Paredes Tenis de mesa, Clase 7; Cristián Dettoni Tenis de mesa, Equipo Clase 6-7; Cristián Dettoni, Washington Hipólito Galaz Paredes y Víctor Hugo Solís |
| Río de Janeiro 2007 | 0  | 1  | 1  | 2   | Tenis en silla de ruedas, Individual masculino; Robinson Méndez Tenis en silla de ruedas, Dobles femenino; Francisca Mardones y María Antonieta Ortiz |
| Guadalajara 2011    | 1  | 0  | 3  | 4   | Tenis de mesa, Individual masculino Clase 7; Cristian Dettoni Levantamiento de pesas, 60kg. - 67,5kg. masculino; Juan Carlos Garrido Tenis de mesa, Equipo masculino; Cristian Dettoni, Ruperto Morales, Juan Sepúlveda Tenis en silla de ruedas, Dobles femenino; Francisca Mardones y María Antonieta Ortiz |
| Toronto 2015        | 4  | 2  | 6  | 12  | Atletismo, 1500 m femenino T-12; Margarita Faúndez Levantamiento de pesas, -49 kg y -54 kg masculino; Jorge Carinao Levantamiento de pesas, -59 kg masculino; Juan Carlos Garrido Tenis de mesa, Individual masculino Clase 6; Matías Pino Atletismo, 5000 m masculino T-11; Cristian Valenzuela Levantamiento de pesas, 107 kg y +107 kg masculino; Cristian Aguirre Atletismo, 1500 m masculino T-11; Cristian Valenzuela Levantamiento de pesas, -55 kg, -61 kg y -67 kg femenino; Camila Campos Levantamiento de pesas, -97 kg masculino; Frank Feliu Tenis de mesa, Individual femenino Clase 5; Tamara Monsalve Tenis de mesa, Individual masculino Clase 7; Cristian Dettoni Tenis de mesa, Equipo masculino Clase 6-8; Cristian Dettoni, Matías Pino, Juan Sepúlveda |
| Lima 2019           | 10 | 12 | 11 | 33  | Atletismo, 1500 m T46; Mauricio Orrego Levantamiento de pesas, -59 kg masculino; Juan Carlos Garrido Natación, 100 m dorso S8; Valentina Muñoz Natación, 200 m Libres S1 (S1-S2); Alberto Abarza Natación, 100 m pecho masculino SB8; Vicente Almonacid Natación, 50 m espalda S2(S1); Alberto Abarza Natación, 100 m espalda S2(S1); Alberto Abarza Tenis de mesa, Equipos Clase 3-5 masculino; Cristián González y Maximiliano Rodríguez Tenis de mesa, Clase C5 femenino; Tamara Leonelli Tenis de mesa, Clase C4 masculino; Cristián González Atletismo, Lanzamiento de bala 53/54/45; Francisca Mardones Atletismo, 400 m femenino T47; Amanda Cerna Levantamiento de pesas, -55 kg; Camila Campos Levantamiento de pesas, -73 kg; María Ortiz Levantamiento de pesas, -65 kg; Jorge Carinao Natación, 200 m Combinados SM8; Vicente Almonacid Natación, 50 m libre masculino S2 (S1); Alberto Abarza Natación, 100 m libre masculino S2 (S1); Alberto Abarza Tenis de mesa, Clase C2 masculino; Luis Flores Tenis de mesa, Equipo Clase 1-2 masculino; Luis Flores y Vicente Leiva Tenis de mesa, Equipo Clase 9-10 masculino; Manuel Echaveguren y Gustavo Castro Tenis en silla de ruedas, Individual femenino; Macarena Cabrillana Atletismo, 1500 m T11; Margarita Faúndez Atletismo, Lanzamiento de jabalina F54; Francisca Mardones Levantamiento de pesas, 61 a 67 kg; Pamela Muñoz Levantamiento de pesas, 79 kg a 86 kg y +86 kg; Marión Serrano Natación, 50 m libres S8; Vicente Almonacid Tenis de mesa, Clase C4 masculino; Maximiliano Rodríguez Tenis de mesa, Clase C6 masculino; Cristian Dettoni Tenis de mesa, Clase C6 masculino; Ignacio Torres Tenis de mesa, Clase C4 femenino; Ailyn Espinoza Tenis de mesa, Clase C10 masculino; Manuel Echaveguren Tenis en silla de ruedas, Dobles masculino; Alexander Cataldo y Diego Pérez |
| Santiago 2023       | 16 | 20 | 15 | 51  | Atletismo, 1500 m T-46; Mauricio Orrego Levantamiento de potencia, -72 kg; Juan Carlos Garrido Levantamiento de potencia, -55 kg; Camila Campos Levantamiento de potencia, -65 kg; Jorge Carinao Levantamiento de potencia, Equipos mixtos; Juan Carlos Garrido, Camila Campos y Jorge Carinao Para natación, 200 m combinado SM8; Vicente Almonacid Para bádminton, Individual masculino WH2; Jaime Aránguiz Tenis de mesa, Clase 2; Luis Flores Tenis de mesa, Clase 8; Florencia Pérez Tenis de mesa, Clase 4; Maximiliano Rodríguez Tenis de mesa, Clase 4-5; Tamara Leonelli Tenis de mesa, Dobles mixto XD 14-17; Florencia Pérez e Ignacio Torres Tenis de mesa, Dobles masculino MD 8; Cristian González y Maximiliano Rodríguez Tenis de mesa, Dobles masculino MD 14; Matías Pino e Ignacio Torres Tenis en silla de ruedas, Individual quad; Francisco Cayulef Tenis en silla de ruedas, Dobles quad; Francisco Cayulef y Diego Pérez Atletismo, Lanzamiento de bala F62; Nicolás Castro Levantamiento de potencia, -59 kg; Javier Jiménez Levantamiento de potencia, +86 kg; Marión Serrano Para natación, 100 m espalda S2; Alberto Abarza Para natación, 200 m libres S2; Alberto Abarza Para natación, 50 m libres S2; Alberto Abarza Para natación, 50 m espalda S2; Alberto Abarza Para natación, 100 m libres S2; Alberto Abarza Para natación, 100 m pecho SB8; Vicente Almonacid Tenis de mesa, Clase 10; Manuel Echaveguren Tenis de mesa, Clase 6; Ignacio Torres Tenis de mesa, Clase 4; Cristián González Tenis de mesa, Dobles masculino, clase MD4; Luis Flores y Vicente Leiva Tenis de mesa, Dobles femenino WD 14-20; Ailyn Espinoza y Joseline Yévenes Tenis de mesa, Dobles masculino MD 18; Manuel Echaveguren y Claudio Bahamondes Tenis de mesa, Dobles mixto XD 10; Tamara Leonelli y Maximiliano Rodríguez Tenis de mesa, Dobles mixto MD 20; Ailyn Espinoza y Manuel Echaveguren Tenis en silla de ruedas, Individual masculino; Alexander Cataldo Tiro con arco, Categoría W1; Mariela López Tiro con arco, Arco compuesto individual; Mariana Zúñiga Atletismo, 400 m T-47; Amanda Cerna Levantamiento de potencia, -80 kg; Jonathan Astudillo Para natación, 100 m mariposa S9; Kiara Godoy Para natación, 50 m libre S3; Patricio Larenas Para natación, 200 m libre S3; Patricio Larenas Paraciclismo, Clase B contrarreloj individual; Matías Mansilla y Marcelo Mansilla Paraciclismo, Paraciclismo de ruta, gran fondo B; Matías Mansilla y Marcelo Mansilla Taekwondo, -65 kg K-44; Constanza Fuentes Tenis de mesa, Clase 11; Armin Rosas Tenis de mesa, Clase 6; Cristian Dettoni Tenis de mesa, Clase C10; Matías Pino Tenis de mesa, Clase 1; Vicente Leiva Tenis en silla de ruedas, Dobles masculino; Alexander Cataldo y Brayan Tapia Tenis en silla de ruedas, Individual femenino; Macarena Cabrillana Tiro con arco, Categoría W1; Víctor Saíz |
| Total               | 36 | 42 | 45 | 123 | |

### Medallas por deporte
La siguiente tabla muestra las medallas obtenidas por deporte, ordenadas por preseas de oro, plata y bronce.
| Deporte                            |    |    |    |     |
| ---------------------------------- | -- | -- | -- | --- |
| Tenis de mesa adaptado             | 13 | 12 | 17 | 42  |
| Natación adaptada                  | 7  | 9  | 4  | 20  |
| Levantamiento de potencia adaptado | 7  | 6  | 6  | 19  |
| Atletismo adaptado                 | 4  | 7  | 5  | 16  |
| Tenis en silla de ruedas           | 2  | 3  | 5  | 10  |
| Bádminton adaptado                 | 1  | 0  | 0  | 1   |
| Tiro con arco adaptado             | 0  | 2  | 1  | 3   |
| Boccia                             | 0  | 1  | 0  | 1   |
| Ciclismo adaptado                  | 0  | 0  | 2  | 2   |
| Taekwondo adaptado                 | 0  | 0  | 1  | 1   |
| sd                                 | 2  | 2  | 4  | 8   |
| Total                              | 36 | 42 | 45 | 123 |